# Lake Winnepesaukah
Koordinaten: 34° 58′ 35″ N, 85° 14′ 50″ W
Lake Winnepesaukah ist ein Freizeitpark in Rossville, Georgia ( Vereinigte Staaten), der am 1. Juni 1925 eröffnet wurde.

## Achterbahnen
| Name        | Typ                         | Hersteller                     | Eröffnungsjahr | Weblinks |
| ----------- | --------------------------- | ------------------------------ | -------------- | -------- |
| Cannon Ball | Holzachterbahn              | Philadelphia Toboggan Coasters | 1967           |          |
| Wacky Worm  | Kinderachterbahn, Big Apple | Fajume                         | 1991           |          |

### Ehemalige Achterbahnen
| Name           | Typ              | Hersteller              | Eröffnungsjahr   | Schließungsjahr | Bemerkungen | Weblinks |
| -------------- | ---------------- | ----------------------- | ---------------- | --------------- | --- | -------- |
| Little Dipper  | Kinderachterbahn | Allan Herschell Company | 1959 oder früher | unbekannt       | |          |
| Mad Mouse      | Wilde Maus       | Allan Herschell Company | 1960             | unbekannt       | |          |
| Wild Lightnin' | Wilde Maus       | L&T Systems             | 2001             | 2021            | Im Eröffnungsjahr 2001 fuhr die Bahn unter dem Namen Wild Thing. Seit 2022 steht sie als Cheddar Chase in Alabama Adventure & Splash Adventure. |          |